# Lycianthes
Lycianthes ist eine Gattung in der Familie der Nachtschattengewächse (Solanaceae). Die etwa 150 Arten wurden lange Zeit zu den Nachtschatten (Solanum) gezählt, gelten aber spätestens seit den umfangreichen Untersuchungen William D’Arcys (1973, 1986) als eigenständige Gattung.

## Beschreibung

### Vegetative Merkmale

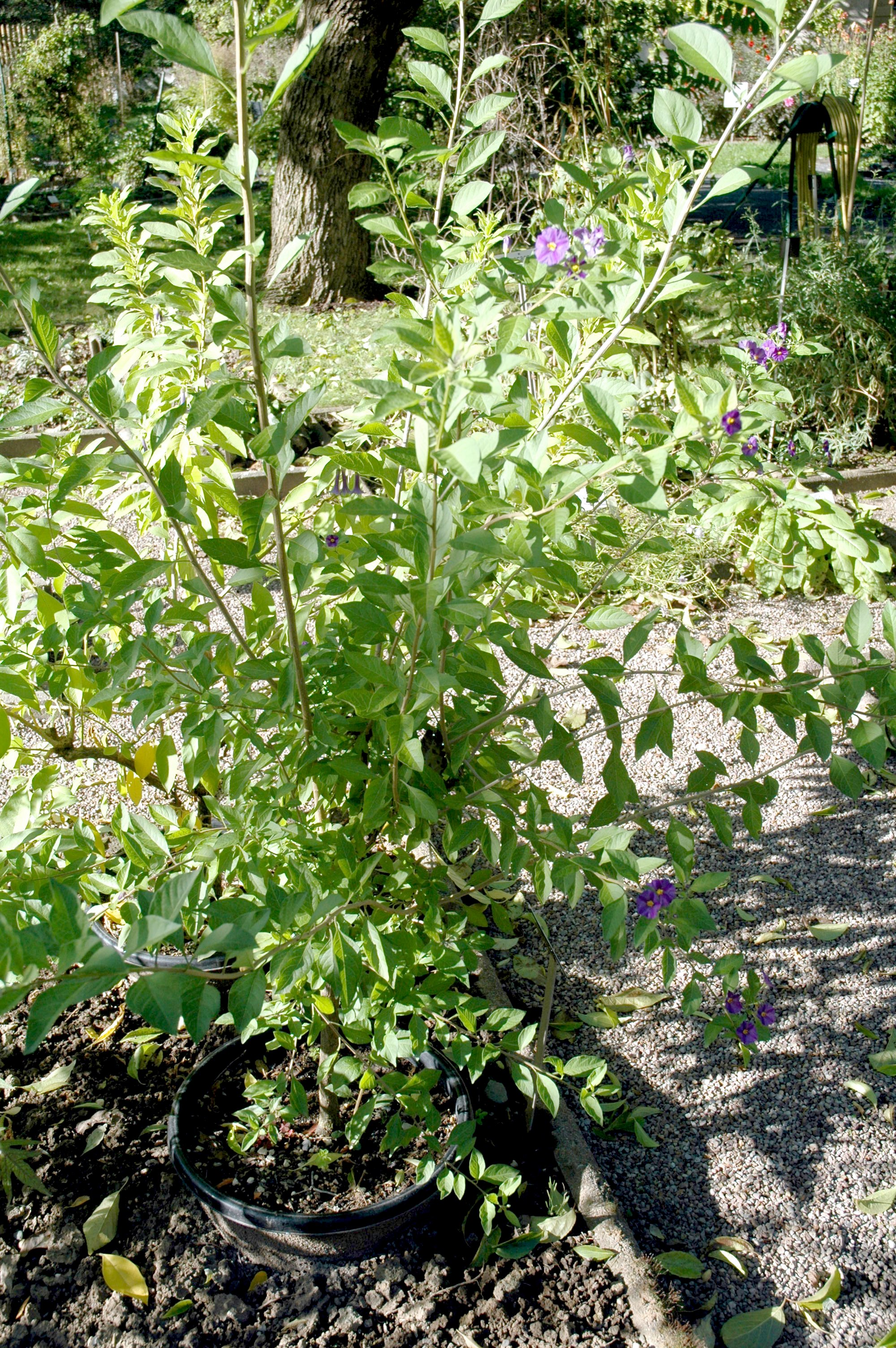
Habitus von Lycianthes rantonnetii

Die Vertreter der Gattung Lycianthes sind meist Sträucher, die aufrecht, kriechend oder kletternd wachsen. Manchmal handelt es sich um Bäume oder Kletterpflanzen, nur selten sind sie ausdauernde, krautige Pflanzen. Dann wachsen sie aufrecht, niederliegend oder niedergebeugt und treiben aus den Knoten Wurzeln oder bilden Rhizome oder Knollen als Überdauerungsorgane. Sie erreichen Höhen von (in Extremfällen nur 0,15) 1 bis 3 (in Extremfällen bis zu 8) Meter, die Blätter und jungen Triebe sind behaart oder unbehaart und werden teilweise stachelig. Die Trichome sind einfach, verzweigt oder bäumchenförmig.
Die Laubblätter stehen einzeln oder ungleichmäßig paarweise oder sie erscheinen durch die kurzen Internodien büschelartig. Die Blattspreiten sind eiförmig, schmal eiförmig oder schmal elliptisch, manchmal umgekehrt eiförmig oder linealisch. Die Basis ist spitz zulaufend oder herzförmig, die Spitze ist zipfelig oder lang zugespitzt. Die Blattspreiten sind (2) 7 bis 19 (23) Zentimeter lang und (1) 3 bis 8 (15) Zentimeter breit; stehen die Blätter ungleichmäßig paarweise, ist das kleinere Blatt kaum (1) 2 bis 5 (9) Zentimeter lang und (0,5) 1,5 bis 3 Zentimeter breit. Die Blattstiele sind (2) 10 bis 20 (40) Millimeter lang, in Ausnahmefällen sind die Blätter beinahe oder vollständig aufsitzend oder haben lange Blattstiele von bis zu 17 Zentimeter Länge.

### Blütenstände und Blüten
Die Blütenstände stehen in den Achseln oder durch Konkauleszenz außerhalb der Blattachseln, es sind meist aufsitzende oder sehr kurz bestielte Büschel aus (2) 4 bis 10 (20) Blüten oder auch einzeln stehende Blüten. Die Blütenstiele sind (5) 10 bis 25 (45) Millimeter oder auch bis zu 100 Millimeter lang. Die Blüten sind entweder am Tage blühend und nicht duftend oder in der Nacht blühend und süßlich duftend. Die Blütenhülle ist meist fünfzählig, in Ausnahmefällen auch vierzählig. Der Blütenkelch ist becherförmig, etwa 2,2 bis 3 (4) Millimeter lang, der Rand ist ganzrandig und mit fünf oder zehn linealischen, gleichförmigen oder ungleichförmigen Zähnen oder Anhängen von bis zu 5 Millimeter Länge versehen. Die weiße, blaue oder violette Krone ist radförmig, 7 bis 18 Millimeter lang, der Saum ist fast ganzrandig, fünfeckig oder tief eingeschnitten. Die dann entstehenden Kronblattlappen können kürzer oder länger als der verwachsene Teil sein.
Das Androeceum besteht aus fünf Staubblättern, in Ausnahmefällen werden von einigen Individuen nur vier Staubblätter ausgebildet. Sie sind meist von unterschiedlicher Gestalt in zwei oder drei verschiedenen Längen, manchmal sind sie jedoch auch gleich lang. Öfters stehen sie auch in einem Kegel zusammen, sie können behaart oder unbehaart sein. Die Staubfäden sind nahe der Kronenbasis mit dieser verwachsen, dort wird ein durchgehender, mit der Krone verwachsener Ring ausgebildet. Treten Staubblätter unterschiedlicher Länge auf, gibt es innerhalb einer Blüte sowohl Staubfäden, die länger sind als die Staubbeutel, als auch kürzere; diese kürzeren sind an der Basis oftmals höckerig. Die Staubfäden setzen an der Basis der Staubbeutel an. Die Staubbeutel stehen eng zusammengeneigt oder sind zu einer Säule verwachsen. Sie haben eine Länge von meist (1,4) 2,5 bis 3 (3,5) Millimeter, sind seltener noch länger und dann 4 bis 6 (9) Millimeter lang. Sie öffnen sich durch feine Poren an der Spitze oder leicht unterhalb der Spitze. Die mit einem Durchmesser von 14,5 bis 16,5 Mikrometer relativ kleinen Pollenkörner sind trizonocolpat (die drei Keimfalten liegen am Pollenäquator), die Pollenkornwand (Exine) ist feinstachelig. Die einzelnen Stacheln haben eine Länge von weniger als 0,4 Mikrometer.
Das Gynoeceum ist unbehaart, der Fruchtknoten ist kugelförmig bis eiförmig, konisch oder beinahe zylindrisch. Nektarien werden keine gebildet. Der Griffel ist umgekehrt pfriemförmig, die Spitze ist zu den kürzeren Staubblättern hin geneigt. Die Narbe ist eingedrückt-scheibenförmig oder sattelförmig.

### Früchte und Samen
Die Früchte sind eingedrückt kugelförmige, eiförmig-elliptische oder birnenförmige Beeren. Sie sind meist etwas länger als breit und werden 7 bis 22 (32) Millimeter lang oder bis zu 75 × 19 Millimeter groß. Die Spitze der Frucht ist spitz zulaufend, gelegentlich ist der Fruchtstiel umgebogen. Das meist rote, orange oder gelbe Perikarp ist saftig. Das Endokarp wächst meist Richtung der Plazenta und bildet dadurch für die Gattung typische Taschen, in denen einzeln die Samen sitzen. Selten enthalten die Früchte bis zu acht ein- bis zweisamige Steinkerne, wie in Lycianthes lycioides. Häufig, aber nicht immer, enthalten die Früchte ein bis 20 Steinkörper (sclerosomes). Jede Frucht enthält (2) 8 bis 100 (120) Samen. Diese sind meist scheibenförmig oder fast nierenförmig, und haben eine Länge von (0,8) 1,5 bis 3,5 (5) Millimeter haben. Sie sind leicht oder stark eingedrückt, gelegentlich sind sie relativ dick. Die Oberfläche ist fein gekörnt, der Embryo ist gerollt, die Keimblätter sind beinahe so lang wie der restliche Embryo. Das Endosperm ist reichlich ausgeprägt.

### Sonstige Merkmale
In fünf untersuchten Arten konnte eine Basischromosomenzahl von {\displaystyle n=12} festgestellt werden. Bisher liegen nur einige Untersuchungen zu den Inhaltsstoffen der Lycianthes vor. Die untersuchten Arten enthielten Alkaloide, die in der Zusammensetzung anderen Nachtschattengewächsen ähneln.

## Verbreitung
Das Verbreitungsgebiet der meisten Arten der Gattung ist neotropisch. Das Hauptverbreitungsgebiet der Gattung liegt in Mexiko und Mittelamerika. Auf den Westindischen Inseln sind nur wenige Arten präsent. In Südamerika sind die meisten Arten in den Anden von Venezuela und Kolumbien und in südlich davon gelegenen Gebieten zu finden. Allein in Peru sind 32 Arten heimisch. In Brasilien ist die Verbreitung weniger stark, hier finden sich nur zehn Arten im Osten. Noch weniger ist die Gattung in Argentinien verbreitet, wo nur fünf Arten zu finden sind. Etwa 20 Arten sind im südöstlichen Asien heimisch, jedoch fehlen sie in Australien und Afrika.

## Gefährdung
Die IUCN führt in ihrer Roten Liste gefährdeter Arten die beiden ecuadorianischen Arten Lycianthes hypochrysea als gefährdet (Vulnerable) und Lycianthes rimbachii als stark gefährdet (Endangered).

## Systematik

### Äußere Systematik
In der Systematik der Nachtschattengewächse zählt die Gattung Lycianthes als typischer Vertreter der Unterfamilie Solanoideae. Während die Systematik William D’Arcys die Gattung in eine relativ große Tribus Solaneae einordnet, wird diese von Armando Hunziker weiter in Untertribus geteilt. Die Lycianthes sind in dieser Einteilung im Untertribus Solaninae platziert, obwohl Hunziker die morphologisch und phylogenetisch begründete Nähe zu den Paprika (Capsicum) erwähnt, die auf eine Einordnung in den Untertribus Capsicinae hinweisen würde. Erst in der phylogenetisch begründeten Systematik Richard Olmsteads bilden die Paprika (Capsicum) und die Lycianthes gemeinsam die Tribus Capsiceae.
Die folgenden zwei Kladogramme zeigen mögliche äußere Verwandtschaftsverhältnisse der Lycianthes. Das erste Kladogramm von Richard Olmstead ist ein Auszug aus dem Kladogramm zur Systematik der gesamten Familie der Nachtschattengewächse (Solanaceae) und stammt aus dem Jahr 1999, das zweite Kladogramm basiert auf einer Untersuchung der Verwandtschaftsverhältnisse innerhalb und außerhalb der Gattung der Nachtschatten (Solanum) und wurde 2005 von Lynn Bohs erstellt.
|  | Unterfamilie Physaleae                                  |
|  |                                                         |
|  | \| \| Capsicum \| \| \| \| \| \| Lycianthes \| \| \| \| |
|  |                                                         |
|  | Capsicum                                                |
|  |                                                         |
|  | Lycianthes                                              |
|  |                                                         |

|  | Capsicum   |
|  |            |
|  | Lycianthes |
|  |            |

|  | Solanum   |
|  |           |
|  | Jaltomata |
|  |           |

|  | Unterfamilie Physaleae                                  |
|  |                                                         |
|  | \| \| Capsicum \| \| \| \| \| \| Lycianthes \| \| \| \| |
|  |                                                         |
|  | Capsicum                                                |
|  |                                                         |
|  | Lycianthes                                              |
|  |                                                         |

|  | Capsicum   |
|  |            |
|  | Lycianthes |
|  |            |

|  | Solanum   |
|  |           |
|  | Jaltomata |
|  |           |

Vereinfacht nach 
|  | Solanum                                                 |
|  |                                                         |
|  | \| \| Capsicum \| \| \| \| \| \| Lycianthes \| \| \| \| |
|  |                                                         |
|  | Capsicum                                                |
|  |                                                         |
|  | Lycianthes                                              |
|  |                                                         |

|  | Capsicum   |
|  |            |
|  | Lycianthes |
|  |            |

|  | Solanum                                                 |
|  |                                                         |
|  | \| \| Capsicum \| \| \| \| \| \| Lycianthes \| \| \| \| |
|  |                                                         |
|  | Capsicum                                                |
|  |                                                         |
|  | Lycianthes                                              |
|  |                                                         |

|  | Capsicum   |
|  |            |
|  | Lycianthes |
|  |            |

|  | Solanum                                                 |
|  |                                                         |
|  | \| \| Capsicum \| \| \| \| \| \| Lycianthes \| \| \| \| |
|  |                                                         |
|  | Capsicum                                                |
|  |                                                         |
|  | Lycianthes                                              |
|  |                                                         |

|  | Capsicum   |
|  |            |
|  | Lycianthes |
|  |            |

|  | Solanum                                                 |
|  |                                                         |
|  | \| \| Capsicum \| \| \| \| \| \| Lycianthes \| \| \| \| |
|  |                                                         |
|  | Capsicum                                                |
|  |                                                         |
|  | Lycianthes                                              |
|  |                                                         |

|  | Capsicum   |
|  |            |
|  | Lycianthes |
|  |            |

Vereinfacht nach 

### Innere Systematik
In der Gattung Lycianthes werden etwa 150 Arten unterschieden. Bereits Bitter stellte 1920 eine Unterteilung in Untergattungen, Sektionen und Serien vor, die noch heute Gültigkeit besitzt:
- Untergattung Lycianthes: Sie besitzen Früchte mit von Kernen umschlossenen Samen.
  - Sektion Lycianthes: Es sind aufrecht wachsende, verholzende Sträucher; die Blüten sind tagblühend und die Staubbeutel ungleich lang (3+2).
- Untergattung Polymeris: Sie bilden Früchte mit vielen, nicht von Kernen umschlossenen Samen; gelegentlich treten Steinzellen in den Früchten auf.
  - Sektion Asaropis: Es sind niederliegende Pflanzen mit herzförmigen Blättern und einzeln stehenden Blüten. Die Staubblätter sind gleich lang; Steinzellen in den Früchten fehlen.
  - Sektion Polymeris: Es sind Sträucher oder Kletterpflanzen mit nachtblühenden, in Büscheln stehenden Blüten. Der Blütenkelch besitzt zehn Zähne in zwei ungleichen Reihen. Die Staubbeutel sind ungleich lang (4+1); Steinzellen sind oftmals in den Früchten vorhanden.
    - Serie Oligochondra: Es sind hoch rankende oder aufrecht wachsende, kleine Sträucher mit nachtblühenden, in Büscheln stehenden Blüten. Die oftmals mit Steinzellen versehenen Früchte sind herabhängend.
    - Serie Virgatae: Es sind flach rankende Pflanzen mit nachtblühenden, in Büscheln stehenden Blüten. Die Früchte ohne Steinzellen sind herabhängend.

  - Sektion Simplicipila: Es sind Halbsträucher mit tagblühenden, in Büscheln stehenden Blüten. Die Staubblätter sind gleich lang; die Früchte stehen aufrecht, wobei Steinzellen vorhanden sein können oder auch nicht.

Auswahl der Arten:
- Lycianthes acapulcensis (Baill.) D’Arcy (Syn. Parascopolia acapulcensis Baill.): Die Heimat ist Mexiko.
- Lycianthes acidochondra (Bitter) Bitter (Syn.: Solanum acidochondrum Bitter): Die Heimat ist Panama.
- Lycianthes acutifolia (Ruiz & Pav.) Bitter (Syn.: Lycianthes alopecoclada Bitter, Lycianthes lehmannii Bitter, Lycianthes tarmensis Bitter, Lycianthes weberbaueri Bitter, Lycianthes xylopiifolia (Dunal) Bitter, Solanum acutifolium Ruiz & Pav., Solanum xylopiifolium Dunal): Die Heimat liegt in Ecuador, Peru und Venezuela.
- Lycianthes amatitlanensis (J.M.Coult. & Donn.Sm.) Bitter (Syn.: Solanum amatitlanense J.M.Coult. & Donn.Sm.; manchmal Lycianthes inaequilatera): Die Heimat ist Panama.
- Lycianthes amphidoxys Standl.: Die Heimat ist Ecuador.
- Lycianthes armentalis J.L.Gentry: Die Heimat liegt in Mexiko, Belize und Guatemala.
- Lycianthes arrazolensis (J.M.Coult. & Donn.Sm.) Bitter (Syn. Solanum arrazolense J.M.Coult. & Donn.Sm.): Die Heimat liegt in Mexiko, Guatemala, Honduras und El Salvador.
- Lycianthes asarifolia (Kunth & Bouché) Bitter (Syn.: Solanum asarifolium Kunth & C.D.Bouché, Solanum chodatianum Huber): Die Heimat liegt in Venezuela, Kolumbien, Ecuador, Peru, Bolivien, Paraguay, Argentinien und Brasilien.
- Lycianthes balanidium (Bitter) Bitter (Syn.: Solanum balanidium Bitter): Die Heimat ist Neuguinea.[9]
- Lycianthes bambusarum (Bitter) Bitter (Syn.: Solanum bambusarum Bitter): Die Heimat ist Neuguinea.[9]
- Lycianthes banahaensis (Elmer) Bitter (Syn. Solanum banahaense Elmer): Die Heimat liegt auf den Philippinen[10].
- Lycianthes barbatula Standl. & Steyerm.: Die Heimat ist Guatemala.
- Lycianthes beckneriana D’Arcy: Die Heimat ist Panama.
- Lycianthes biflora (Lour.) Bitter (Syn.: Lycianthes biflora (Lour.) Bitter subsp. macrodon (Wall. ex Nees) Deb, Lycianthes macrodon (Wall. ex Nees) Bitter, Solanum biflorum Lour., Solanum macrodon Wall. ex Nees, Solanum mindanaense Elmer): Die Heimat liegt im südöstlichen China, Taiwan und Japan sowie im südöstlichen Asien und auf dem Indischen Subkontinent.
- Lycianthes biformifolia (Ruiz & Pav.) Bitter (Syn.: Solanum biformifolium Ruiz & Pav.): Die Heimat ist Peru.
- Lycianthes bigeminata (Nees) Bitter (Syn.: Solanum bigeminatum Nees): Die Heimat ist Indien.
- Lycianthes bimensis (Miq.) Bitter (Syn.: Solanum bimense Miq.): Die Heimat sind die Sunda-Inseln.
- Lycianthes brachyloba (Van Heurck & Müll.Arg.) Bitter (Syn.: Solanum brachylobum Van Heurck & Müll.Arg.): Die Heimat ist Peru.
- Lycianthes bullata C.I.Orozco, C.A.Vargas & Serralde: Die Heimat liegt in niederen pazifischen Regionen Kolumbiens.[11]
- Lycianthes campyloclada (Dunal) Bitter (Syn.: Solanum campylocladum Dunal): Die Heimat ist Mexiko.
- Lycianthes chiapensis (Brandegee) Standl. (Syn.: Lycianthes nyssifolia Bitter, Solanum chiapense Brandegee): Die Heimat ist Mexiko und Guatemala.
- Lycianthes chrysothrix Bitter (Syn.: Solanum chrysothrix (Bitter) C.V.Morton): Die Heimat ist Peru.
- Lycianthes ciliolata (M.Martens & Galeotti) Bitter (Syn.: Lycianthes guatemalensis Bitter, Solanum ciliolatum M.Martens & Galeotti): Die Heimat liegt im nordamerikanischen Mexiko und im zentralamerikanischen Guatemala.
- Lycianthes cladotrichota (Bitter) Bitter (Syn.: Solanum cladotrichotum Bitter): Die Heimat ist Neuguinea.[9]
- Lycianthes coffeifolia Bitter (Syn.: Solanum coffeifolium (Bitter) C.V.Morton): Die Heimat ist Peru und Brasilien.
- Lycianthes connata J.L.Gentry: Die Heimat ist Mexiko und Guatemala.
- Lycianthes cryptolobum (Van Heurck & Müll.Arg.) Bitter (Syn.: Solanum cryptolobum Van Heurck & Müll. Arg.):
- Lycianthes cuchumatanensis J.L.Gentry: Die Heimat ist Guatemala.
- Lycianthes cutacensis (Kunth) J.F.Macbr. (Syn.: Solanum cutacense Kunth): Die Heimat ist Peru.
- Lycianthes cyathocalyx (Van Heurck & Müll.Arg.) Bitter (Syn.: Solanum cyathocalyx Van Heurck & Müll.Arg.): Die Heimat liegt in Ecuador.
- Lycianthes dejecta (Fernald) Bitter (Syn.: Solanum dejectum Fernald): Die Heimat liegt in Mexiko.
- Lycianthes densestrigosa (Bitter) Bitter (Syn. Solanum densestrigosum Bitter): Die Heimat ist Peru.
- Lycianthes denticulata (Blume) Bitter (Syn.: Solanum denticulatum Blume): Die Heimat liegt in Malesien[12].
- Lycianthes dombeyi (Dunal) Hassl. (Syn.: Solanum dombeyi Dunal[13]): Die Heimat ist Peru.
- Lycianthes ecuadorensis Bitter (Syn.: Solanum crassidens C.V.Morton): Die Heimat ist Ecuador.
- Lycianthes ferruginea Bitter (Syn. Solanum ornatum C.V.Morton): Die Heimat ist Venezuela.
- Lycianthes floccosa Bitter: Die Heimat ist Ecuador.
- Lycianthes francisci Benítez: Die Heimat ist Venezuela.
- Lycianthes fugax (Jacq.) Bitter (Syn.: Solanum fugax Jacq.): Die Heimat ist Venezuela.
- Lycianthes furcatistellata Bitter: Die Heimat liegt in Costa Rica und Panama.
- Lycianthes geminiflora (M.Martens & Galeotti) Bitter (Syn.: Solanum geminiflorum M.Martens & Galeotti[13]): Die Heimat liegt in Mexiko und Guatemala.
- Lycianthes glandulosa (Ruiz & Pav.) Bitter (Syn.: Lycianthes australis (C.V.Morton) Hunz. & Barboza, Lycianthes hypomalaca Bitter, Lycianthes polycarpa Rusby, Lycianthes pseudolycioides Bitter, Solanum australe C.V.Morton, Solanum glandulosum Ruiz & Pav., Solanum pseudolycioides Chodat & Hassl., Solanum vitocense Dunal): Die Heimat liegt in Brasilien und Peru.
- Lycianthes gongylodes J.L.Gentry: Die Heimat ist Guatemala.
- Lycianthes gorgonea Bitter (Syn.: Lycianthes cuspidata (C.V.Morton) Standl. & Steyerm., Solanum cuspidatum C.V.Morton): Die Heimat liegt in Mexiko, Belize und Guatemala.
- Lycianthes grandifrons Bitter: Die Heimat ist Costa Rica.
- Lycianthes hawkesiana D’Arcy: Die Heimat ist Panama.
- Lycianthes heterochondra (Bitter) Bitter (Syn.: Solanum heterochondrum Bitter): Die Heimat ist Peru.
- Lycianthes heteroclita (Sendtn.) Bitter (Syn.: Bassovia escuintlensis (J.M.Coult.) Standl., Brachistus escuintlensis J.M.Coult., Capsicum escuintlense Standl.[13], Lycianthes anomala Bitter, Lycianthes escuintlensis (J.M.Coult.) D’Arcy, Lycianthes mitrata (Greenm.) Bitter, Solanum escuintlense (J.M.Coult.) Hunz., Solanum heteroclitum Sendtn., Solanum mitratum Greenm.): Das Verbreitungsgebiet befindet sich in Mexiko, Belize, Guatemala, Honduras, El Salvador, Nicaragua, Panama und Suriname.
- Lycianthes hortulana Standl. & L.O.Williams: Die Heimat liegt in El Salvador und Honduras.
- Lycianthes howardiana D’Arcy: Die Heimat ist Panama.
- Lycianthes hupehensis (Bitter) C.Y.Wu & S.C.Huang (Syn. Lycianthes biflora subsp. hupehensis Bitter): Die Heimat ist das südliche China.
- Lycianthes hygrophila Bitter: Die Heimat ist Panama.
- Lycianthes hypochrysea Bitter: Die Heimat ist Ecuador.
- Lycianthes hypoleuca Standl. (Syn.: Solanum hypoleucum (Standl.) C.V.Morton): Die Heimat liegt in Mexiko, Belize, Guatemala und Honduras.
- Lycianthes impar (Warb.) Bitter (Syn.: Solanum impar Warb.): Die Heimat ist Neuguinea.[9][14]
- Lycianthes inaequilatera (Rusby) Bitter (Syn.: Lycianthes fendleri (Rusby) Rusby, Lycianthes ulei Bitter, Solanum aphestodontum Gilli, Solanum ulei C.V.Morton; manchmal auch Lycianthes amatitlanensis): Die Verbreitung reicht von Venezuela, Ecuador und Brasilien bis nach Bolivien.
- Lycianthes inconspicua Bitter: Die Heimat ist Guatemala.[15]
- Lycianthes jelskii (Zahlbr.) Bitter (Syn.: Solanum jelskii Zahlbr.): Die Heimat ist Peru.
- Lycianthes kaernbachii (K.Schum. & Lauterb.) Bitter (Syn.: Solanum kaernbachii K.Schum. & Lauterb.): Die Heimat ist Neuguinea.[9]
- Lycianthes laevis (Dunal) Bitter (Syn.: Solanum laeve Dunal): Das Verbreitungsgebiet reicht von Nepal über die südostasiatische Halbinsel, das südwestliche China bis Taiwan und die japanischen Ryūkyū-Inseln.
- Lycianthes lagunensis (Elmer) Bitter (Syn.: Solanum lagunense Elmer, Solanum anisophyllum Elmer): Die Heimat sind die Philippinen.[10]
- Lycianthes ledermannii (Bitter) Bitter (Syn.: Solanum ledermannii Bitter): Die Heimat ist Neuguinea.[9]
- Lycianthes lenta (Cav.) Bitter (Syn.: Lycianthes nocturna (Fernald) Bitter, Lycianthes variifolia Standl., Solanum cumanense Roem. & Schult., Solanum declinatum Sessé & Moc., Solanum lambii Fernald, Solanum lentum Cav., Solanum nocturnum Fernald, Solanum sylvaticum Schltdl.): Die Verbreitung reicht von Mexiko über Zentralamerika bis Venezuela und Kuba.
- Lycianthes lycioides (L.) Hassler (Syn.: Lycianthes candicans (Dunal) Hassl., Solanum candicans Dunal, Solanum dombeyi Dunal, Solanum lyciiforme Dammer, Solanum lycioides L., Solanum phillyreoides Humb. & Bonpl. ex Dunal, Solanum pseudolycioides Rusby): Die Verbreitung erstreckt sich auf die westlich gelegenen Staaten Südamerikas und Argentinien.
- Lycianthes macrodon (Wall. ex Nees) Bitter (Syn.: Solanum macrodon Wallich ex Nees; manchmal als Synonym von Lycianthes biflora): Das Verbreitungsgebiet erstreckt sich von der Himalaja-Region über die Südostasiatische Halbinsel und China bis nach Taiwan.
- Lycianthes memecylonoides (Bitter & Schltr.) Bitter (Syn.: Solanum memecylonoides Bitter & Schltr.): Die Heimat ist Neuguinea.[9]
- Lycianthes moszkowskii (Bitter) Bitter (Syn.: Solanum moszkowskii Bitter): Die Heimat ist Neuguinea.[9]
- Lycianthes moziniana (Dunal) Bitter (Syn.: Solanum mozinianum Dunal, Solanum uniflorum Sessé & Moc.): Die Heimat ist Mexiko.
- Lycianthes oliveriana (K.Schum. & Lauterb.) Bitter (Syn.: Solanum oliverianum K.Schum. & Lauterb.): Die Heimat liegt in Neuguinea und auf den Molukken.[9]
- Lycianthes parasitica (Blume) Bitter (Syn.: Solanum angatii Elmer, Solanum parasiticum Blume): Die Heimat ist Malesien.[10][12]
- Lycianthes patellicalyx (Bitter) Bitter (Syn.: Solanum patellicalyx Bitter): Die Heimat ist Neuguinea.[9]
- Lycianthes pauciflora (Vahl) Bitter (Syn.: Lycianthes australe Barboza & Hunz., Lycianthes geminata (Vahl) Bitter, Lycianthes guianensis (Dunal) Bitter, Lycianthes hispida (Rusby) Rusby, Lycianthes pearcei Bitter, Lycianthes pyrifolia Rusby, Lycianthes tomentella Rusby, Lycianthes japurensis (Dunal) Bitter[15], Syn.: Solanum japurense Dunal[13], Solanum geminatum Vahl, Solanum glandulosum Sendtn., Solanum guianense Klotzsch, Solanum guianense Dunal, Solanum japurense Dunal, Solanum luxurians C.V.Morton, Solanum neglectum Dunal, Solanum pauciflorum Vahl, Solanum speciosum Dunal, Solanum sylvaticum Dunal): Die Heimat liegt in Panama und im nördlichen Südamerika.
- Lycianthes radiata (Sendtn.) Bitter (Syn. Lycianthes goudotii (Dunal) Bitter, Lycianthes holocalyx Bitter, Lycianthes strigosa (Rusby) Bitter, Solanum goudotii Dunal, Solanum holocalyx C.V.Morton, Solanum radiatum Sendtn.): Die Heimat liegt in nordwestlichen Ländern Südamerikas.
- Lycianthes rantonnetii (Carrière) Bitter (Syn.: Solanum corniculatum Hieron., Solanum muticum N.E.Br., Solanum rantonetii Carr., Solanum rantonnei Carr., Solanum rantonnetii Lesc., Solanum urbanum Morong): Die Heimat ist Brasilien, Bolivien, Argentinien und Paraguay.
- Lycianthes rechingeri (Witasek) Bitter (Syn.: Solanum rechingeri Witasek): Die Heimat sind die Salomonen.[9]
- Lycianthes rimbachii Standl.: Die Heimat ist Ecuador.
- Lycianthes sanctaemarthae Bitter: Die Heimat ist Venezuela und Kolumbien.
- Lycianthes schlechteriana (Bitter) Bitter (Syn.: Solanum schlechterianum Bitter): Die Heimat ist Neuguinea.[9]
- Lycianthes stenoloba (van Heurck & Muell.Arg.) Bitter (Syn.: Lycianthes acutangula Bitter, Solanum compressibaccatum Bitter, Solanum stenolobum Van Heurck & Müll.Arg.): Die Heimat liegt in Venezuela, Brasilien und Peru.

## Botanische Geschichte
Bereits 1767 beschrieb Carl von Linné mit Solanum lycioides eine Art, die heute zur Gattung Lycianthes gezählt wird und als deren Typusart gilt. 1852 benannte Michel Félix Dunal erstmals eine Untersektion innerhalb der Nachtschatten (Solanum) als Lycianthes, die später zunächst 1891 von Richard Wettstein als Sektion und 1917 von Georg Bitter als Untergattung klassifiziert wurden. Ebenfalls 1917 schlug Émile Hassler vor, Solanum lycioides aus der Gattung Solanum auszuschließen, da die Samen dieser Art untypischerweise von einem Kern umschlossen waren. Durch diese Arbeit wurden die Lycianthes erstmals als Gattung beschrieben. Schon 1920 veröffentlichte Georg Bitter eine Monographie zu dieser Gattung, in der er sie auf über 100 Arten erweiterte, wobei er jedoch auch Arten aufnahm, denen der Kern in den Früchten fehlte. In zwei Arbeiten aus den Jahren 1973 und 1986 untersuchte William D’Arcy vor allem die Morphologie des Kelches der Lycianthes und verwandter Gattungen und kam zu dem Schluss, dass der Status als eigenständige Gattung der Lycianthes gerechtfertigt ist. Zudem schlussfolgerte er, dass die Gattung, anders als zuvor angenommen, näher an den Paprika (Capsicum) als an den Nachtschatten (Solanum) zu positionieren ist. Diese Annahme wurde durch phylogenetische Untersuchungen bestätigt.

## Verwendung
Die Früchte einiger Arten werden gelegentlich als Obst gegessen. In Venezuela sind die Früchte von Lycianthes moziniana auf Märkten zu finden, die Früchte anderer Arten werden unter anderem in Mexiko verkauft. Auch die Art Lycianthes asariflora liefert essbare Früchte, diese werden allerdings kaum auf Märkten gehandelt.
Die Art Lycianthes rantonnetii ist eine häufig anzutreffende Zierpflanze in hochlagigen tropischen Gärten.